# Північно-Західний Мекленбург
Північно-Західний Мекленбург (нім. Nordwestmecklenburg) — район у Німеччині, у складі федеральної землі Мекленбург-Передня Померанія. Адміністративний центр — місто Вісмар.

## Населення
Населення району становить 157 975 осіб (станом на 31 грудня 2020).

## Адміністративний поділ
Район складається з двох самостійних міст, однієї самостійної громади, а також 83 міст і громад (нім. Gemeinden), об'єднаних в 9 об'єднань громад (нім. Ämter).
Дані про населення наведені станом на 31 грудня 2020. Зірочками (*) позначені центри об'єднань громад.
Самостійні міста і громада:
1. Вісмар, місто (42824)
2. Грефесмюлен, місто (10439)
3. Інзель-Пель (2456)

Об'єднання громад:
| - 1. Дорф-Мекленбург-Бад-Кляйнен (13992) 1. Бад-Кляйнен (3753) 2. Барнеков (600) 3. Бобіц (2478) 4. Дорф-Мекленбург * (3162) 5. Гоен-Фіхельн (634) 6. Грос-Штітен (548) 7. Любов (1593) 8. Метельсдорф (486) 9. Фенчов (738) - 2. Гадебуш (10219) 1. Гадебуш, місто * (5461) 2. Драгун (753) 3. Кнезе (349) 4. Крембц (876) 5. Мюлен-Айхзен (966) 6. Регніц (199) 7. Роггендорф (979) 8. Фельбекен (636) - 3. Грефесмюлен-Ланд (8472) [Центр: Грефесмюлен] 1. Бернсторф (341) 2. Варнов (624) 3. Гегелов (2579) 4. Плюшов (Невірний параметр metadata 13074063) 5. Роггенсторф (445) 6. Рютінг (525) 7. Тесторф-Штайнфорт (642) 8. Упаль (1609) 9. Штепеніцталь (1707) | - 4. Клютцер-Вінкель (10764) 1. Больтенгаген (2470) 2. Гоенкірхен (1271) 3. Дамсгаген (1343) 4. Калькгорст (1793) 5. Клюц, місто * (3082) 6. Циров (805) - 5. Лютцов-Любсторф (13527) 1. Альт-Метельн (1158) 2. Брюзевіц (1975) 3. Готтесгабе (745) 4. Грамбов (666) 5. Дальберг-Вендельсторф (542) 6. Зегоф (947) 7. Кляйн-Треббов (1111) 8. Крамонсгаген (512) 9. Любсторф (1458) 10. Лютцов * (1550) 11. Перлін (383) 12. Пінгельсгаген (521) 13. Покрент (680) 14. Цикгузен (511) 15. Шильдеталь (768) - 6. Нойбург (6196) 1. Бенц (641) 2. Бловац (1144) 3. Боєнсдорф (495) 4. Горнсторф (1203) 5. Крузенгаген (584) 6. Нойбург * (2129) | - 7. Нойклостер-Варін (10925) 1. Бібов (376) 2. Варін, місто (3239) 3. Глазін (795) 4. Єзендорф (503) 5. Любберсторф (221) 6. Нойклостер, місто * (4020) 7. Пассе (195) 8. Цуров (1288) 9. Цюзов (288) - 8. Рена (9539) 1. Ведендорферзе (638) 2. Грос-Мольцан (397) 3. Гольдорф (393) 4. Дехов (181) 5. Карлов (1220) 6. Кенігсфельд (961) 7. Рена, місто * (3592) 8. Ріпс (358) 9. Тандорф (183) 10. Утехт (426) 11. Шлагсдорф (1190) - 9. Шенбергер-Ланд (18622) 1. Грібен (162) 2. Грос-Зімц (Невірний параметр metadata 13074029) 3. Дассов (місто) (4102) 4. Зельмсдорф (3213) 5. Локвіш (Невірний параметр metadata 13074045) 6. Людерсдорф (5331) 7. Менцендорф (236) 8. Ніндорф (Невірний параметр metadata 13074058) 9. Родухельсторф (238) 10. Шенберг, місто * (4699) |